# Portengen-Zuideinde
Portengen-Zuideinde  of het Zuideinde van Portengen was een gerecht gelegen in de huidige gemeente Stichtse Vecht.

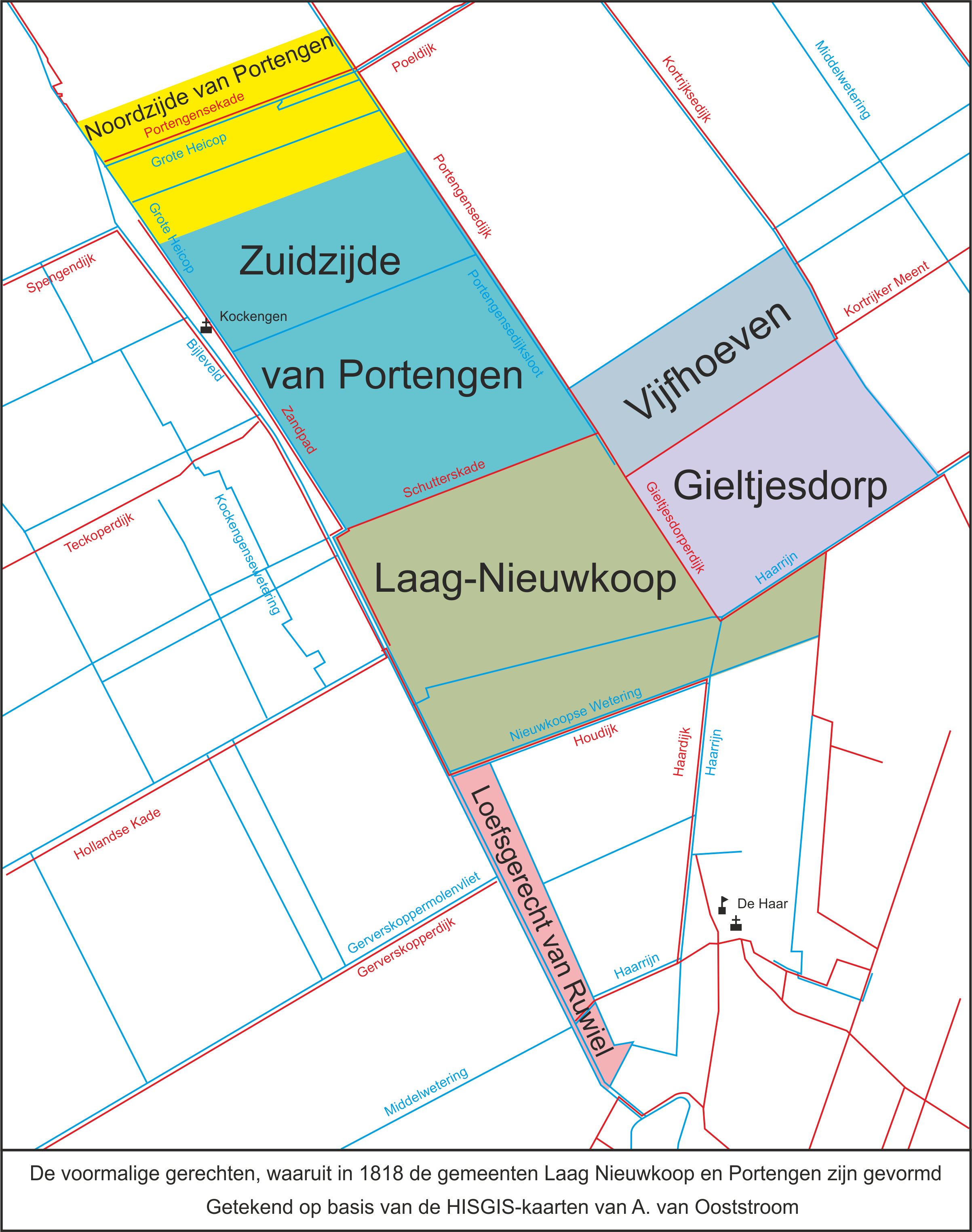

Op 16 augustus 1530 verenigde Karel V op verzoek van de eigenaar Frederik Utenham de drie gerechten Laag Nieuwkoop, Portengen-Zuideinde en Vijfhoeven tot één gerecht met rechtspraak door de schout en vijf schepenen in plaats van rechtspraak door de buurtgenoten. In de loop der tijd verwierven de eigenaren van de drie gerechten er nog eens vier en het aantal schepenen nam daardoor uiteindelijk toe tot elf.
- Gerecht Laag Nieuwkoop: 2 schepenen
- Gerecht Portengen-Zuideinde: 2 schepenen
- Loefsgerecht van Ruwiel: 1 schepen
- Gerecht Gieltjesdorp: 2 schepenen
- Gerecht Vijfhoeven: 1 schepen
- Gerecht Gerverskop-Utenhams: 1 schepen
- Gerecht Gerverskop-Staten: 2 schepenen

In 1795 wordt er uit zeven gerechten, waaronder Portengen-Zuideinde een groot gerecht Kockengen gevormd. Al in 1798 komt er een nieuwe combinatie van elf gerechten, waaronder Portengen-Zuideinde tot een gemeente Breukelen. In 1801 wordt deze gemeente opgeheven en wordt de oude situatie hersteld. Op 1 januari 1812 wordt er opnieuw een gemeente Breukelen gevormd, nu uit tien voormalige gerechten. Op 1 januari 1818 wordt deze gemeente Breukelen opgedeeld in vijf nieuwe gemeentes. Portengen-Zuideinde komt bij de gemeente Laag Nieuwkoop. Laag Nieuwkoop met Portengen-Zuideinde wordt op 1 mei 1942 bij de gemeente Kockengen gevoegd. Vervolgens komt het gebied op 1 januari 1989 bij Breukelen en op 1 januari 2011 bij Stichtse Vecht.